# A.R. Lenoble
A.R. Lenoble is een champagnehuis dat in 1920 in Damery werd gesticht door Armand-Raphaël Graser. Het bedrijf is nog steeds in het bezit van zijn nakomelingen. Het huis bezit 18 hectare wijngaard in de grand en premier cru-gemeenten van de Champagne. De wijngaarden vol chardonnay liggen bij Chouilly in de Côte des Blancs en in Bisseuil op de Montagne de Reims wordt de premier cru pinot noir geoogst.

## Geschiedenis
Armand-Raphaël Graser, een wijnmakelaar, verliet in 1915 zijn geboortestreek Elzas om zich aan het begin van de Eerste Wereldoorlog in Champagne te vestigen. Hij vestigde zich in Damery, een dorp gelegen tussen Cumières en Hautvillers, aan de oevers van de Marne, op minder dan 6 kilometer van Épernay. Hij kocht een gebouw uit 1772, dat zijn familiehuis werd en waar hij zijn wijnen zou produceren. Dit gebouw, waarvan de rode bakstenen raamkozijnen het champagnekarakter benadrukken, is tot op de dag van vandaag het hoofdkantoor van Maison AR Lenoble.
In 1920 begon hij met de productie en verkoop van champagne, terwijl hij zijn activiteiten als handelaar voortzette, onder de merken Grande Marne en Fleur de Marne. Omdat hij op dat moment in de geschiedenis zijn Germaanse achternaam niet meer wilde gebruiken, noemde hij zijn wijnen "Lenoble" om "eer te bewijzen aan de nobele drank van zijn regio", en liet hij deze naam voorafgaan door de initialen van zijn voornamen “A.R.”. Zo ontstaat de merknaam.
Armand-Raphaël Graser overleed in 1947 per ongeluk. De leiding van het bedrijf werd overgenomen door zijn zoon Joseph Graser. In 1973 droeg hij de leiding van het bedrijf over aan een neef, Jean Malassagne, die het in 1993 weer doorgaf aan zijn dochter Anne Malassagne. Zo kon de vierde generatie het bedrijf overnemen en inspelen op de economische moeilijkheden. Drie jaar later werd ze vergezeld door een van haar broers, Antoine.

## Champagnes
- De Cuvée Brut Intense is de Brut Sans Année, het visitekaartje en de meest verkochte champagne van het huis. De assemblage van chardonnay uit Chouilly, grand cru van de Côte des Blancs, pinot noir uit Bisseuil, premier cru van de Montagne de Reims en de pinot meunier uit Damery is gebruikelijk. De dosage suiker is laag gehouden.
- De Cuvée Brut Nature is een bijzonder droge champagne. De dosage suiker in de liqueur d'expédition is nihil.[2] De wijn is een assemblage van chardonnay uit Chouilly, pinot noir uit Bisseuil en pinot meunier uit Damery.
- Cuvée Riche Demi Sec is een demi-sec, een zoete champagne. De wijn is identiek aan de Cuvée Brut maar de champagne kreeg een dosage van 2 gram suiker per liter.[3]
- De Grand Cru Blancs de Blancs Chouilly is een monocépage van chardonnay, Deze  grand cru  blanc de blancs bevat alleen druiven uit de gemeente Chouilly. Het is een assemblage van de oogst uit meerdere jaren.[4]
- De Rosé Terroirs Chouilly – Bisseuil is een roséchampagne van druiven uit Chouilly en Bisseuil.
- De Grand Cru Blanc de Blancs Millesime is een millisime blanc de blancs monocépage van chardonnay uit Chouilly
- De Premier Cru Blanc de Noirs Millisime Bisseuil is een millisime blanc de noirs, een witte wijn van blauwe, de Fransen zeggen "zwarte" druiven. Men gebruikte alleen de pinot noir.
- De Grand Cru Blanc de Blancs Chouilly werd alleen van chardonnay uit Chouilly gemaakt. Het is een assemblage van de oogst uit meerdere jaren.
- De Cuvée Gentilhomme Grand Cru Blanc de Blancs Millisime wordt alleen in de beste jaren gemaakt.[5] Dit is de cuvée de prestige van het huis Lenoble.
- De Cuvée les Aventures Grand Cru Blanc de Blancs is een van chardonnaydruiven van een slechts een halve hectare grote wijngaard bij het gehucht Les Aventures in de grand cru-gemeente  Chouilly gemaakte monocépage. Van deze wijn worden niet meer dan 2000 flessen per jaar gemaakt. De flessen hebben hun langdurige prise de mousse en rijping "à point" ondergaan.